# Cometes quadrimaculatus
Cometes quadrimaculatus là một loài bọ cánh cứng trong họ Cerambycidae.